# Symeon I (koptyjski patriarcha Aleksandrii)
Symeon I (ur. ?, zm. 18 lipca 700) – w latach 692-700 42. patriarcha (papież) Koptyjskiego Kościoła Ortodoksyjnego. 